# Hársfaszender
A hársfaszender (Mimas tiliae) a rovarok (Insecta) osztályának lepkék (Lepidoptera) rendjébe, ezen belül a szenderfélék (Sphingidae) családjába tartozó faj.

## Előfordulása
A hársfaszender elterjedési területe egész Európa, északon Skandinávia és Dél-Finnország alkot határt. Mivel a faj mindig ott jelenik meg, ahol hársak vannak, elterjedési területe ennek megfelelően változik. Bár a hársfaszender Európa számos részén előfordul, mégsem olyan gyakori, mint a nyárfaszender (Laothoe populi). Azonban öreg hársfasorokban egyetlen este folyamán több egyedet is megfigyelhetünk.

## Megjelenése
A hársfaszender elülső szárnya 3,8–4 centiméter hosszú. Az éles metszésű szárnyforma, a szárnyak terepszínűek, világoszöld vagy rózsaszín és zöld befuttatású rajzolata, továbbá az elülső szárnyakon látható jellegzetes, közepén megszakított sötétzöld szalag alapján más fajokkal aligha téveszthetjük össze. A hátulsó szárnyak jóval kisebbek, sárgásak, nincs rajtul szemfolt.

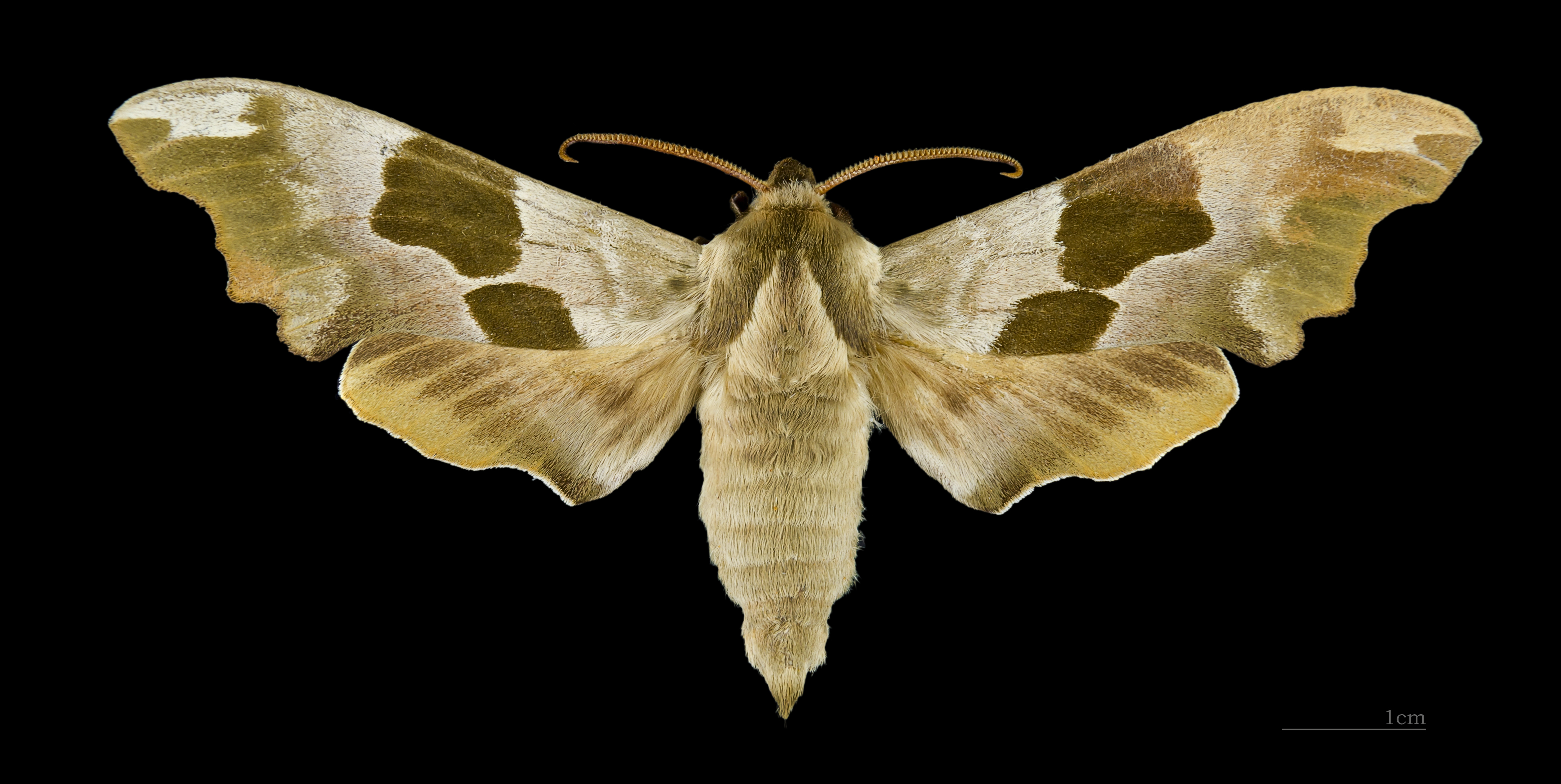
Mimas tiliae ♂
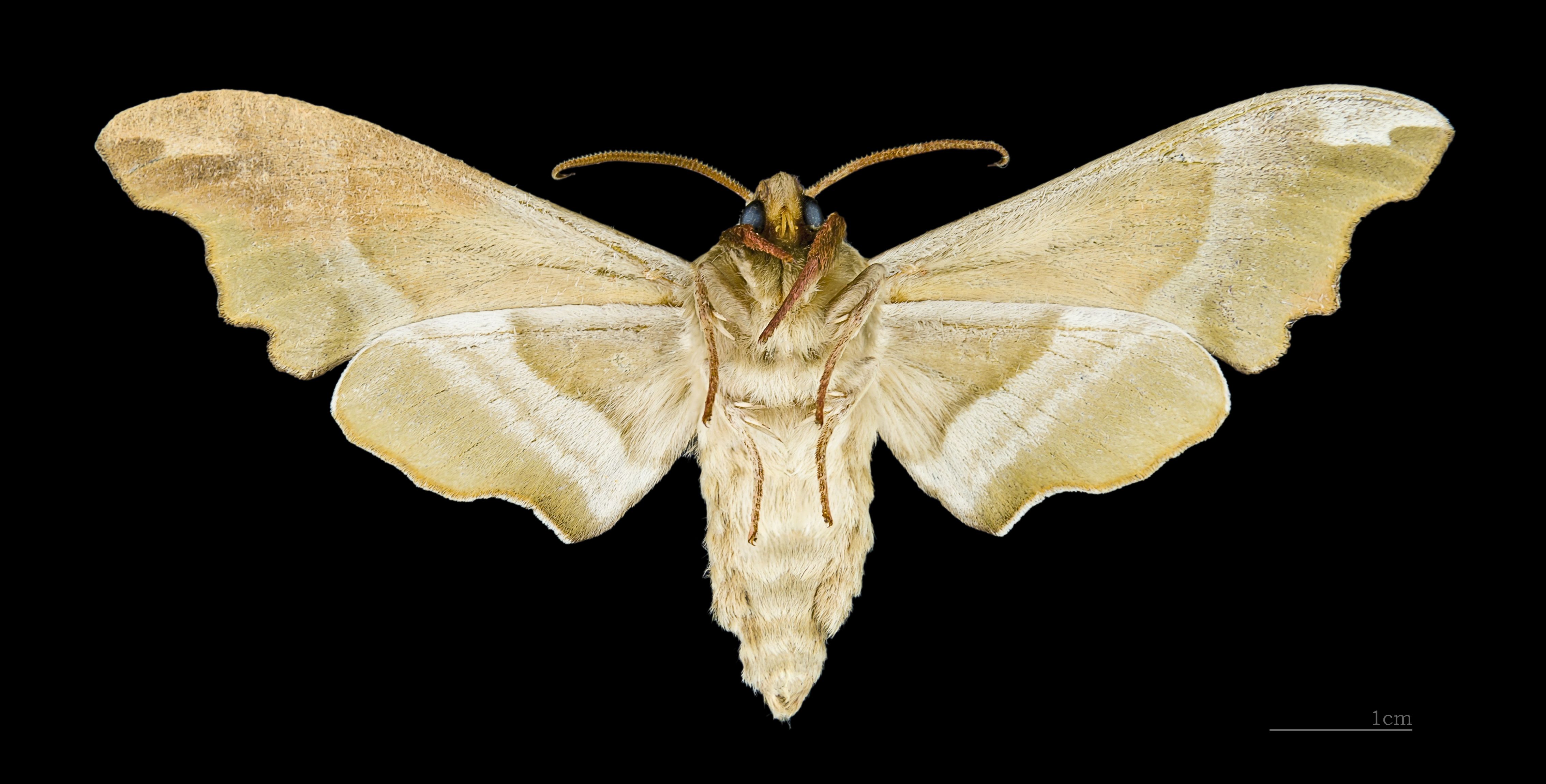
Mimas tiliae ♂ △
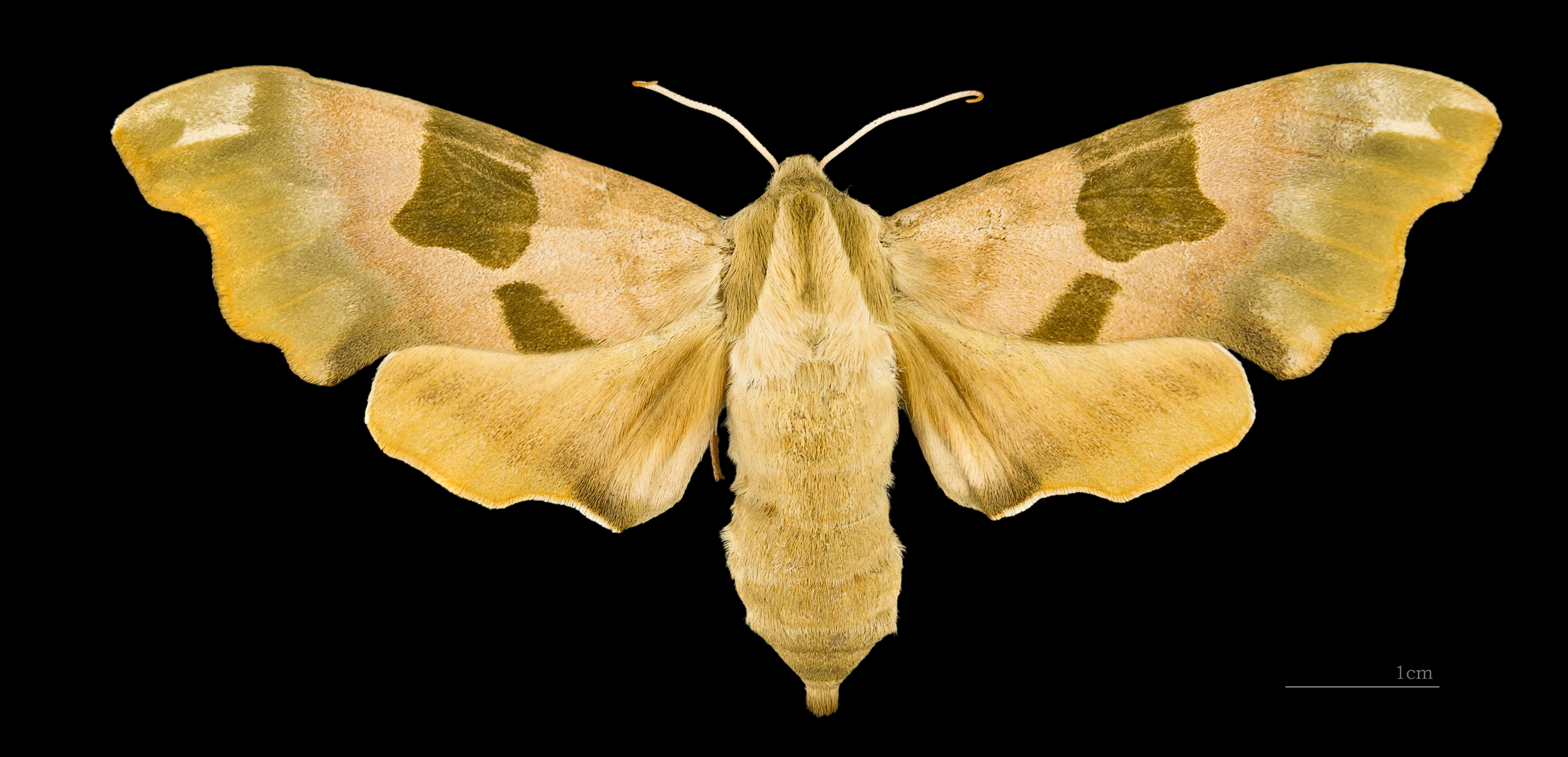
Mimas tiliae ♀
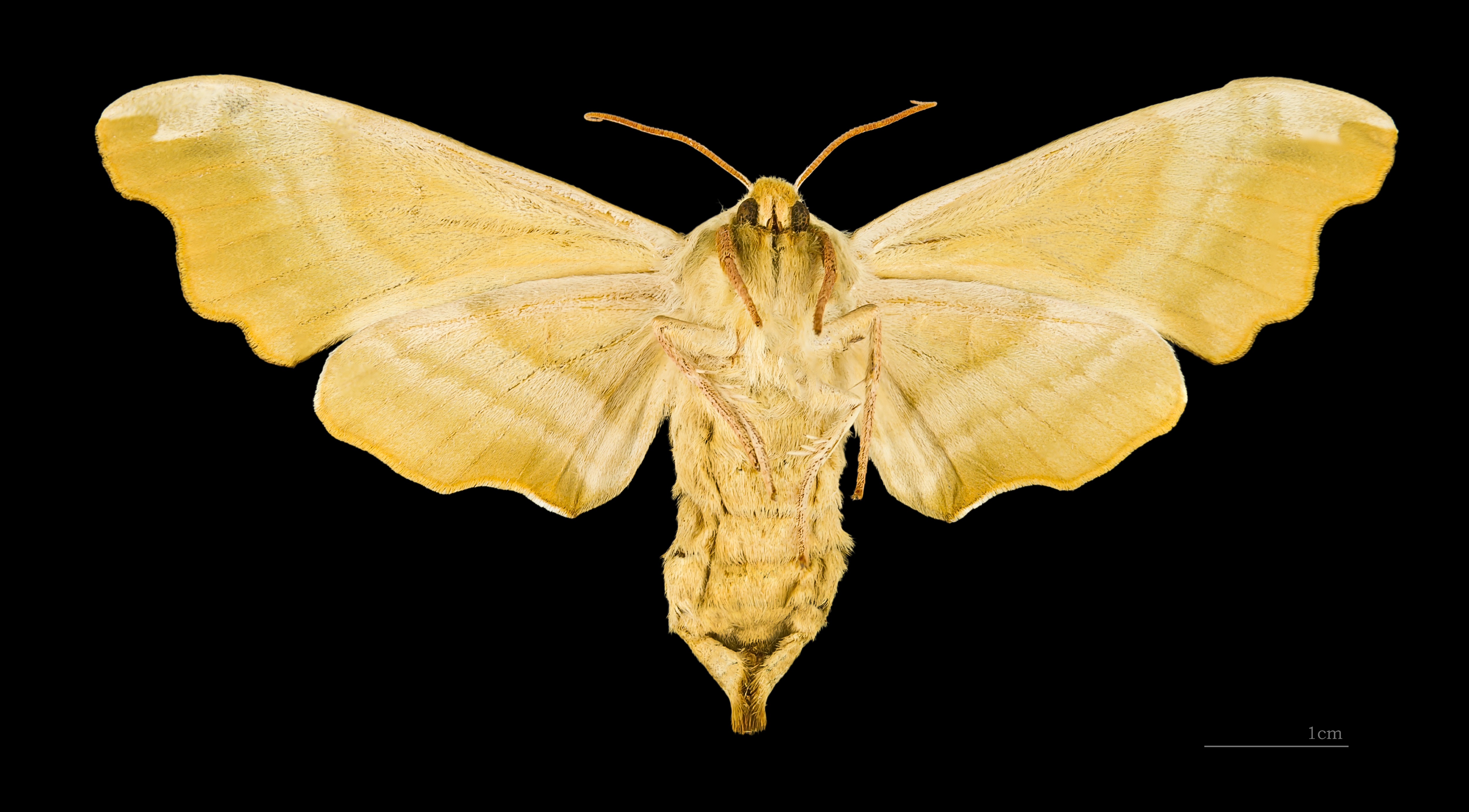
Mimas tiliae ♀ △

## Életmódja
A hársfaszender eredetileg olyan elegyes erdők lakója volt, amelyekben hársfák is nőttek. Napjainkban azonban a hársfaszendert már nagyobb számban találhatjuk meg fasorokban, parkokban és öreg kertekben.
Feljegyzett tápláléknövényei közé tartoznak az Alnus, Betula, Morus, Prunus, Quercus, Tilia és Ulmus nemzetségek fajai. Repülési ideje májustól szeptember végéig tart.

## Források

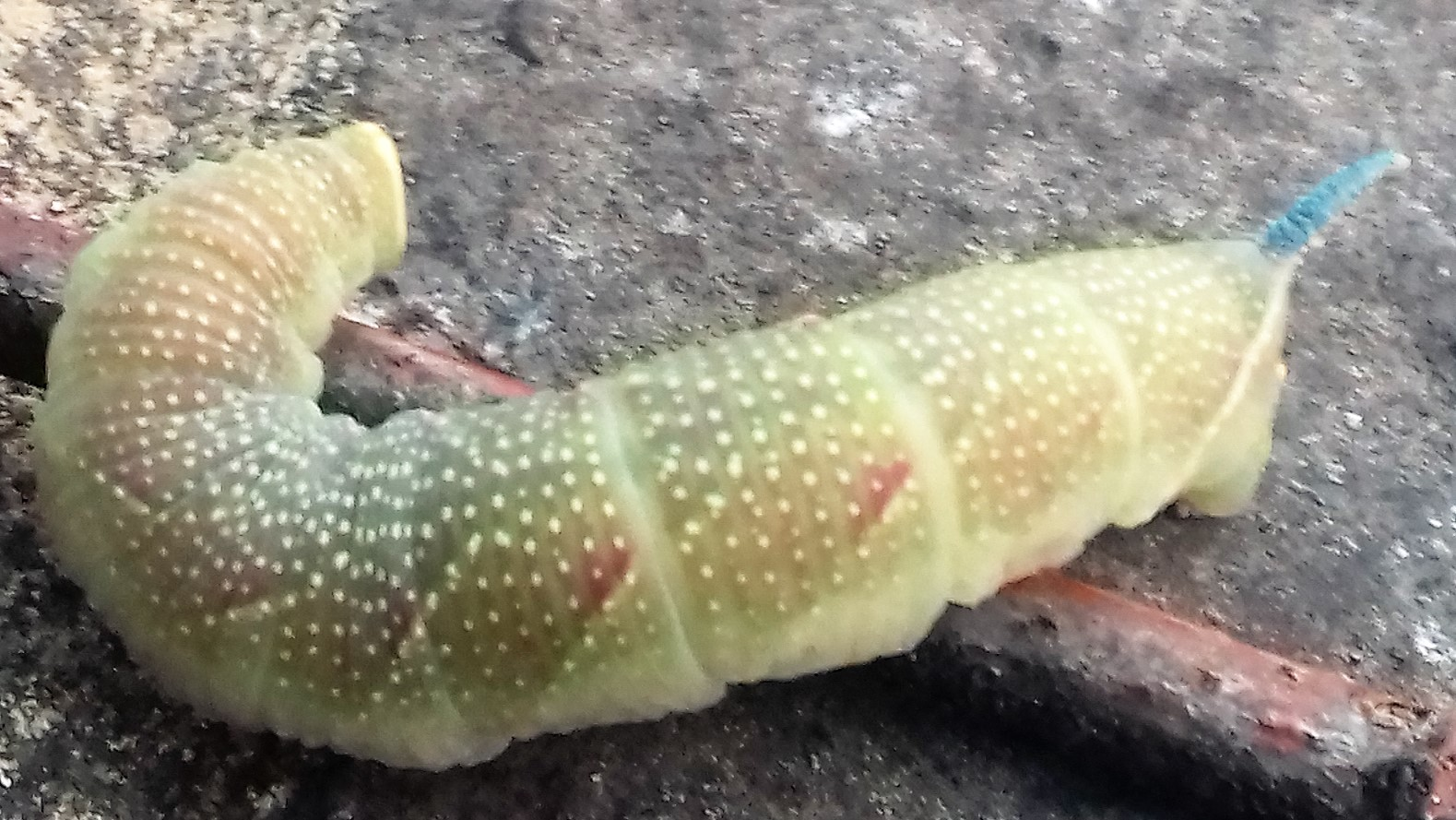
A hernyója